# Wolfgangsee Straße

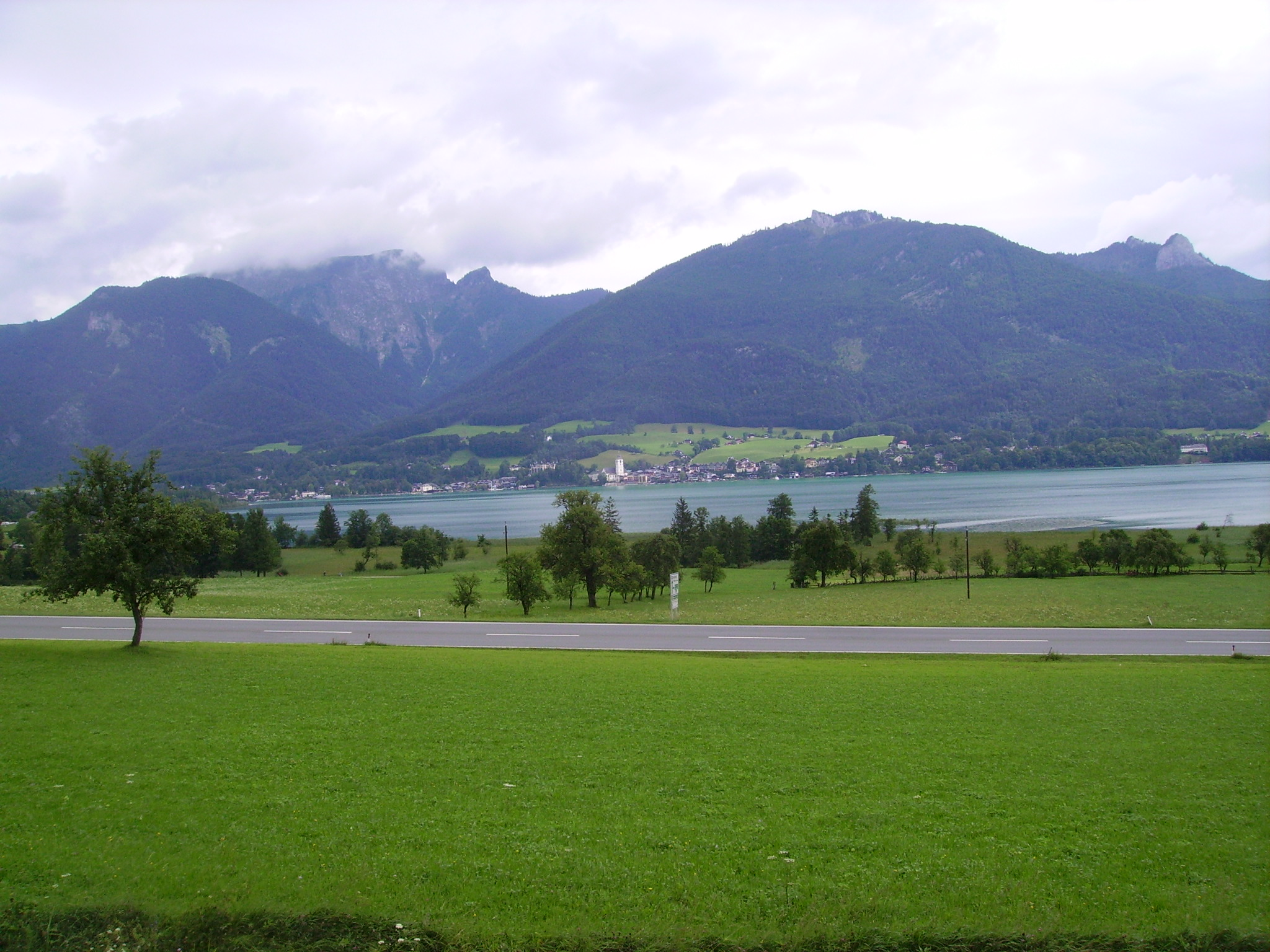
Die Wolfgangsee Straße am Südufer des Wolfgangsees

Die Wolfgangsee Straße (B 158) ist eine Landesstraße in Österreich. Sie hat eine Länge von 50 km und verläuft von Salzburg durch das Salzkammergut nach Bad Ischl. Die Straße passiert dabei den Salzburgring, den Fuschlsee und den Wolfgangsee, nach dem sie benannt ist.

## Verlauf
Die Straße beginnt in Salzburg-Gnigl, am Ostrand der Stadt, wo sie von der B1, der Wiener Straße, hier Linzer Bundesstraße genannt, abzweigt. Sie hat bis zur Stadtgrenze zuerst den Namen Minnesheimstraße, dann Grazer Bundesstraße. Im Gnigler Tal in Obergnigl, zwischen Heuberg und Kühberg am Gaisberg, hat sie zwei Kehren, mit denen sie die Steigung nach Guggenthal überwindet. Dort führt die Gaisbergstraße (L108) auf den Gaisberggipfel. Über Unterkoppl, mit der L245 Eugendorferberg Straße nach Eugendorf und zur West Autobahn (A1), und L220 Plainfelder Straße als Abzweigungen, führt sie zum oberen Plainfelder Bach. Hier zweigt die L107 Wiestal Landesstraße nach Hallein ab, und die Zufahrt zum Salzburgring, der einzigen Rennstrecke Westösterreichs. Die B158 steigt dann nach Hof. Kurz vor der Ortseinfahrt zweigt bei Elsenwang die L117 Enzersberg Straße nach Thalgau und zur A1 ab, nach dem langen Straßendorf Hof bei Baderluck die L202 Hinterseer Straße.
Die Wolfgangsee Straße erreicht bei Schloss Fuschl/Jagdhof den Fuschlsee, führt diesen entlang und passiert den Ort Fuschl. Der Straßenname ist hier Dorfstraße. Sie quert dann über den St. Gilgener Berg (Einsiedl, ca. 760 m ü. A.) und hinunter nach St. Gilgen am Wolfgangsee und in das Wolfgang-/Ischltal.
Am Nordrand von Sankt Gilgen mündet die B154 Mondsee Straße von Mondsee. Hier heißt die Straße dann Hochreithstraße. Von St. Gilgen-Lueg bis Franzosenschanze führt die Trasse direkt zwischen See und den steilen Nordwänden des Zwölferhorns entlang. Dann beginnt die weite Zinkenbach-Halbinsel bei Abersee.
Am Ostende des Sees passiert die B158 den Ort Strobl, bei Weißenbach zweigt die L116/L546 St. Wolfganger Straße nach Sankt Wolfgang ab. Die B158 folgt im Weiteren der Ischler Ache. Bei Aigen/Ramsau (Wacht, km 44,6) passiert die Straße die Landesgrenze Salzburg–Oberösterreich. Sie läuft an den Ischler Stadtteilen Haiden und Pfandl vorbei und durch Steinbruch. Hier in Bad Ischl heißt die Straße Salzburger Straße.
Zwischen Kalvarienberg und Jainzenberg hat die Ischler Ache ein Engtal in das Ischler Becken. Hier befindet sich die Ortseinfahrt Knoten Ischl West (Weiterlauf der Salzburger Straße ins Zentrum). Die B154 quert als Ortsumfahrung die Ischler Ache und hat einen 680 m langen Tunnel, den Kaiserparktunnel durch den Jainzenberg. Direkt danach folgt an der Ischlmündung in die Traun der Knoten Bad Ischl-Mitte/Ost, mit dem die Wolfgangsee Straße in die Salzkammergut Straße (B145) mündet, die von Trautenfels im Steirischen Ennstal bis Vöcklabruck führt.

## Geschichte
Die Straße von Salzburg nach Ischl war von alters her ein Teil der Fernstraße über Salzkammergut  – Ausseerland – Ennstal in die Steiermark, die zumindest in die Römerzeit zurückgeht. Sie wurde in der mittleren Neuzeit Salzburgerseits Grazer Straße (Grazer Poststraße, ab 1816 Grazer Reichsstraße) genannt, Oberösterreichischerseits Ischler Straße.
An der Straße bestanden seit der frühen Neuzeit vier Mautstationen in Hof, St. Gilgen-Lueg (Litzlwand), an der Zinkenbachbrücke (heute Abersee) und an der Wachtbrücke bei Strobl (Zollamt an der Salzburgischen Landesgrenze zu Österreich), die der Fürsterzbischöflichen Staatskasse zuletzt rund 1.220 Gulden pro Jahr einbrachten. Sie wurde auch Eisenstraße genannt, über sie kam das Steirische Eisen nach Norden, wohingegen der Salzhandel, bei dem das Ischler Salz in harter Konkurrenz zum Salzburger Salz stand, strengen Einschränkungen unterlag. Weil aber die Steilwände bei St. Gilgen (Gamswand und Litzlwand bei Lueg/Franzosenschanze) bis in das frühe 18. Jahrhundert schlecht passierbar waren, erfolgte der Transport der Wallfahrer nach Sankt Wolfgang wie auch der Transport des Eisens (Eisenniederlage in Strobl) 300 Jahre lang auf dieser Etappe primär per Schiff.
In den Franzosenkriegen wurde 1809 der Engpass bei der Lueger Mühle am Westende der Zinkenbach-Halbinsel befestigt, diese Ortslage wird heute entsprechend Franzosenschanze genannt.
Mit den Anschluss Salzburgs an Österreich wurde die Straße ab 1816 Reichsstraße, und 1921 als Bundesstraße übernommen. Bis 1938 wurde diese als Bundesstraße B 36 bezeichnet, nach dem Anschluss Österreichs wurde sie bis 1945 als Teil der Reichsstraße 304 geführt.
Seit dem 1. April 1948 wird diese Straße in beiden Bundesländern einheitlich als Wolfgangsee Straße bezeichnet. An den alten Namen erinnert der Abschnitt Grazer Bundesstraße innerhalb des Salzburger Stadtgebietes. Der Name Minnesheimstraße dort bezieht sich auf Schloss Minnesheim in Gnigl. Diese Straße war 1936 als Entlastungsstraße angelegt worden, die alte Grazerstraße verlief direkt am Alterbach und heißt als enge Gasse dort noch immer so.
Ab Sankt Gilgen führte von 1890 bis 1957 die Ischlerbahn (Salzkammergut-Lokalbahn, SKGLB) parallel zur Wolfgangseestraße, die heutige Streckenführung liegt teils auf der alten Trasse. In der Zeit wurde auch der St.-Gilgner Berg neu trassiert, die alte Straße verlief über Ortskerne Laim, Pöllach und über Reit.
In Bad Ischl, Strobl (1989) und St. Gilgen (Zentrum-Lueg, 1992 auf der alten Ischlerbahntrasse, mit Kreisverkehr B154-Anschluss) wurden Ortsumgehungen eingerichtet, Hof hat zwei Kreisverkehre (Elsenwang, Baderluck). Die Umfahrung Ischl mitsamt Kaiserparktunnel und den Anschlussstellen wurde 1980–84 erbaut, und das Tunnel 2013–15 generalsaniert.